# Antillen-Gulden
Der (Niederländische) Antillen-Gulden (niederländisch Antilliaanse gulden) war bis 2025 die Währung der eigenständigen niederländischen Länder Curaçao und Sint Maarten. Der Gulden wurde eingeführt als Währung der ehemaligen Niederländischen Antillen und war die Währung auch in Aruba bis 1986, als sich Aruba von den Niederländischen Antillen trennte. Willemstad auf Curaçao ist der Sitz der Centrale Bank van Curaçao en Sint Maarten (deutsch Zentralbank von Curaçao und Sint Maarten; bis 31. Oktober 2010 Bank Nederlandse Antillen).

## Geschichte
Bis zur deutschen Besatzung der Niederlande 1940 war der Antillen-Gulden an den niederländischen Gulden gebunden, seither war er mit einem festen Umtauschkurs zum US-Dollar bewertet. Dieser Kurs betrug seit 1979 1 USD = 1,79 ANG (wie beim Aruba-Florin).
Ende August 2009 wurde auf einer Konferenz in Willemstad auch für Curaçao und Sint Maarten die Dollarisierung diskutiert, als Alternative wurde für 2012 die Umwandlung des Antillen-Gulden zum Karibischen Gulden geplant.
Mit der 2010 durchgeführten Auflösung der Niederländischen Antillen wurde das Ende der Währung beschlossen. In den Besonderen Gemeinden Bonaire, Saba und Sint Eustatius wurde die Landeswährung am 1. Januar 2011 durch den US-Dollar abgelöst.
Die neue Währung Karibischer Gulden wurde am 31. März 2025 eingeführt. Curaçao und Sint Maarten benutzten bis dahin noch immer den Antillen-Gulden. Es wurden weiterhin neue Münzen mit aktuellen Jahreszahlen, dem unveränderten Landesnamen De Nederlandse Antillen und seit 2014 mit dem Porträt des neuen Königs Willem-Alexander geprägt.

## Bargeld
Banknoten wurden zu 10, 25, 50 und 100 Gulden herausgegeben. Zudem waren vereinzelt noch Banknoten zu 5 und zu 250 Gulden aus der Emission 1986–1994 im Umlauf.
An Stelle der Banknoten zu 25 und 250 Gulden gibt es beim Karibischen Gulden Banknoten zu 20 und 200 Gulden.
Folgende Münzen sind im Umlauf
| Wert      | Material                   | Durchmesser                                   | Gewicht | Vorderseite                                                                    | Rückseite                                                                                  | Rand                                          |
| --------- | -------------------------- | --------------------------------------------- | ------- | ------------------------------------------------------------------------------ | ------------------------------------------------------------------------------------------ | --------------------------------------------- |
| 1 Cent    | Aluminium                  | 14,0 mm                                       | 0,7 g   | „NEDERLANDSE ANTILLEN“, doppelter Kreis mit einem fruchttragenden Orangenzweig | „1 C“ in einem Wulstrand mit Muscheln, Prägejahr                                           |                                               |
| 5 Cent    | Aluminium                  | 16,0 mm                                       | 1,16 g  | „NEDERLANDSE ANTILLEN“, doppelter Kreis mit einem fruchttragenden Orangenzweig | „5 C“ in einem Wulstrand mit Muscheln, Prägejahr                                           |                                               |
| 10 Cent   | Nickel/Stahl               | 18,0 mm                                       | 3,0 g   | „NEDERLANDSE ANTILLEN“, doppelter Kreis mit einem fruchttragenden Orangenzweig | „10 C“ in einem Wulstrand mit Muscheln, Prägejahr                                          |                                               |
| 25 Cent   | Nickel/Stahl               | 20,2 mm                                       | 3,5 g   | „NEDERLANDSE ANTILLEN“, doppelter Kreis mit einem fruchttragenden Orangenzweig | „25 C“ in einem Wulstrand mit Muscheln, Prägejahr                                          |                                               |
| 50 Cent   | Aureate Bonded Steel (ABS) | 20 × 20 mm quadratisch mit abgerundeten Ecken | 5,0 g   | „NEDERLANDSE ANTILLEN“, doppelter Kreis mit einem fruchttragenden Orangenzweig | „50 CENT“ in einem Wulstrand mit Muscheln, Prägejahr                                       |                                               |
| 1 Gulden  | Aureate Bonded Steel (ABS) | 24,0 mm                                       | 6,0 g   | Abbildung des Königs mit Umschrift „WILLEM-ALEXANDER KONING DER NEDERLANDEN“   | Wappen der Niederländischen Antillen, „1 G“, „NEDERLANDSE ANTILLEN“, Prägejahr, MZ*, MMM*  | „GOD * ZIJ * MET * ONS * “ (Gott sei mit uns) |
| 2½ Gulden | Aureate Bonded Steel (ABS) | 28,0 mm                                       | 9,0 g   | Abbildung der Königin mit Umschrift „BEATRIX KONINGIN DER NEDERLANDEN“         | Wappen der Niederländischen Antillen, „2½ G“, „NEDERLANDSE ANTILLEN“, Prägejahr, MZ*, MMM* | „GOD * ZIJ * MET * ONS * “ (Gott sei mit uns) |
| 5 Gulden  | Aureate Bonded Steel (ABS) | 26,0 mm                                       | 14,0 g  | Abbildung des Königs mit Umschrift „WILLEM-ALEXANDER KONING DER NEDERLANDEN“   | Wappen der Niederländischen Antillen, „5 G“, „NEDERLANDSE ANTILLEN“, Prägejahr, MZ*, MMM*  | „GOD * ZIJ * MET * ONS * “ (Gott sei mit uns) |

* MZ = Münzzeichen
* MMZ = Münzmeisterzeichen